# Bouchrahil
Bouchrahil là một đô thị thuộc tỉnh Médéa, Algérie. Dân số thời điểm năm 2002 là 18.308 người.